# Ascidia muricata
Ascidia muricata är en sjöpungsart som beskrevs av Heller 1874. Ascidia muricata ingår i släktet Ascidia och familjen Ascidiidae. Inga underarter finns listade i Catalogue of Life.